# Fuminho
Gilberto Aparecido dos Santos, mais conhecido como Fuminho, é um criminoso brasileiro. Atualmente está preso na Penitenciária Federal de Catanduvas, no estado do Paraná.

## Biografia
É considerado traficante internacional de drogas (narcotraficante), responsável por ser um fornecedor de drogas para vários países da Europa e para o Continente africano, braço-direito do fundador da organização criminosa Primeiro Comando da Capital (PCC), responsável por todo o fornecimento de armas e drogas à facção.
Fuminho estava foragido desde janeiro de 1999, quando escapou da Casa de Detenção de São Paulo, no Carandiru, na Zona Norte de São Paulo, junto com Marco Willians Herbas Camacho (Marcola), o principal líder do PCC.
Segundo o professor de gestão pública da Fundação Getúlio Vargas (FGV) e membro do Fórum Brasileiro de Segurança Pública, Rafael Alcadipani, "Fuminho" é um dos principais aliados do Marcola e responsável pelo envio de drogas do Paraguai e Bolívia para o Brasil.
A prisão havia sido decretada pela Justiça de São Paulo, acusado de cometer crimes como homicídio, associação criminosa, falsidade ideológica, tráfico de drogas, porte e posse ilegal de arma de fogo.
Para a Justiça de São Paulo a prisão do "Fuminho" é "um golpe muito forte" contra a facção criminosa, que pode levar a um conflito interno de poder na organização ou a confrontos entre outros grupos por conta do tráfico de drogas.

## Prisão
Em 13 de abril de 2020 foi preso em Moçambique, África, e transferido pela Força Aérea Brasileira (FAB) para a Penitenciária Federal de Catanduvas, no interior do Paraná.